# NGC 7294
NGC 7294 = IC 5225 ist eine linsenförmige Galaxie vom Hubble-Typ SB0 im Sternbild Südlicher Fisch am Südsternhimmel. Sie ist schätzungsweise 456 Millionen Lichtjahre von der Milchstraße entfernt und hat einen Durchmesser von etwa 270.000 Lj.
Im selben Himmelsareal befindet sich u. a. die Galaxie IC 5226.
Das Objekt wurde im Jahr 1886 von Francis Preserved Leavenworth entdeckt.